# Shaila (álbum)
Shaila, es el segundo casete de la banda homónima de hardcore melódico. Al igual que el anterior, este disco está editado por Speed Power Emotion Discos (SPE) y se encuentra agotado.
A partir de este casete hace el quiebre que lo haría entrar a la escena melódica de esos años con la futura edición de Progresar.

## Lista de temas
1. ¡¿Viva América!?
2. El dragón
3. Rompió el espejo
4. Justicia social
5. Girar
6. Frezze the time
7. Hacia el Sol
8. Compota estelar

## Miembros
- Joaquín Guillén (Voz)
- Pablo Coniglio (Bajo y coros)
- Yasser Eid (Guitarra líder)
- Santiago Tortora (Guitarra base)
- Alejo (Batería)

- Datos: Q6126802